# 英属印度护照
英属印度护照是发行给英属印度（正式称印度帝国）臣民或大英帝国其他地区的英国臣民以及在印度次大陆的保护国臣民（即“土邦”的受英国保护人士）的护照、国民身份证明和旅行证件。封面上的国名是“印度帝国” ，涵盖印度、巴基斯坦、孟加拉国和缅甸的所有地区。

## 历史
护照的使用是在第一次世界大战后引入英属印度的。 
1920 年的《印度护照法》要求使用护照，对印度人的国外旅行以及前往英属印度的省份和省份的外国人进行控制。 护照基于 1920 年国际联盟国际护照会议商定的格式。 
然而，英属印度护照的用途非常有限，仅在大英帝国、意大利帝国、瑞士、奥地利、捷克斯洛伐克、德国、西班牙、挪威、瑞典和荷兰帝国管辖的地区内有效。 

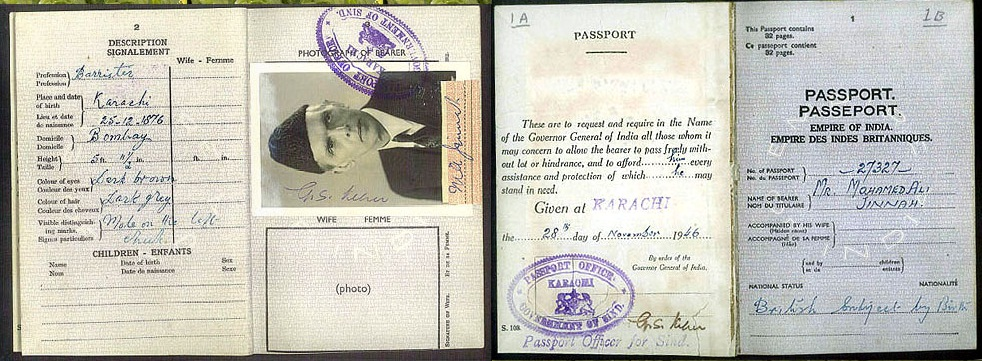
穆罕默德·阿里·真纳由英属印度政府签发的护照。

## 发行

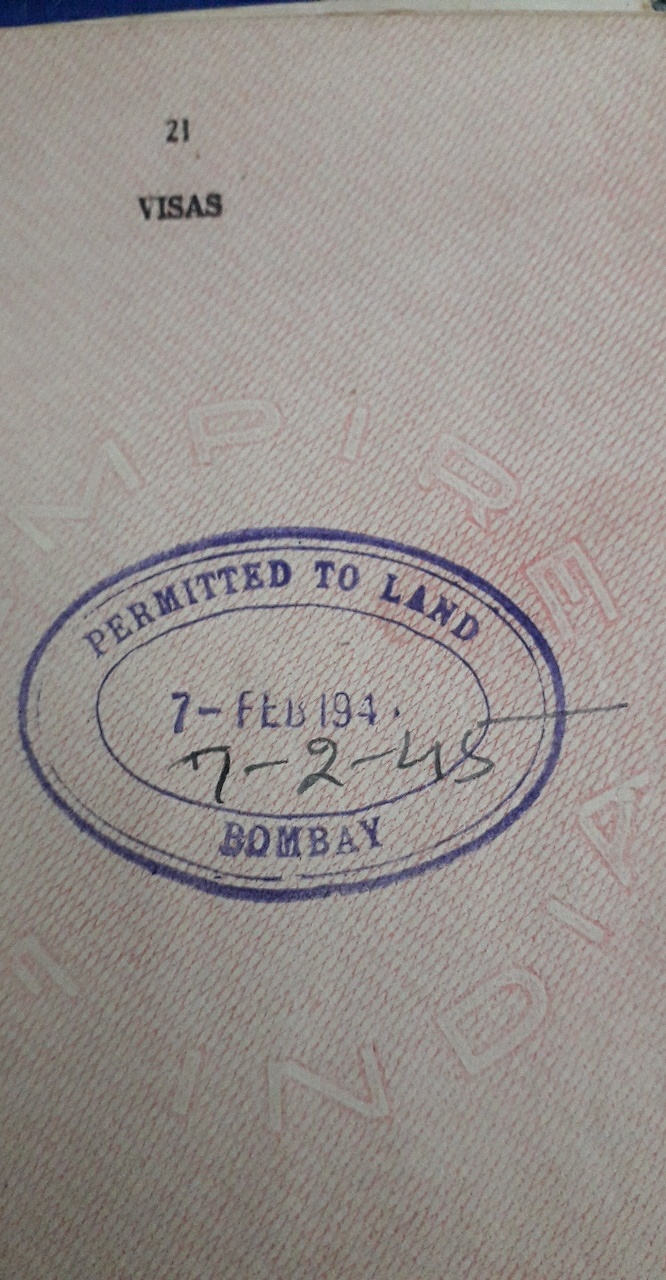
英属印度护照上的盖章。

英属印度护照可签发给因出生、归化而成为英籍人士的人、受英国保护人士或此类人士的配偶或寡妇。护照由省政府办的护照办公室签发，签发后有效期为五年。 1922 年，申请人需要支付 1印度卢比才能获得新护照。 到 1933 年，价格提高到 3 印度卢比。

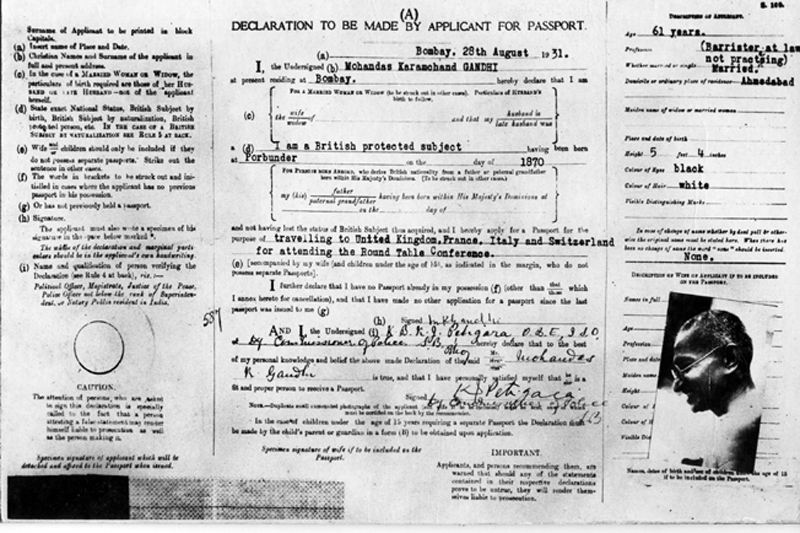
1931 年护照申请，莫罕达斯·卡拉姆昌德·甘地 (Mohandas Karamchand Gandhi)

## 外观

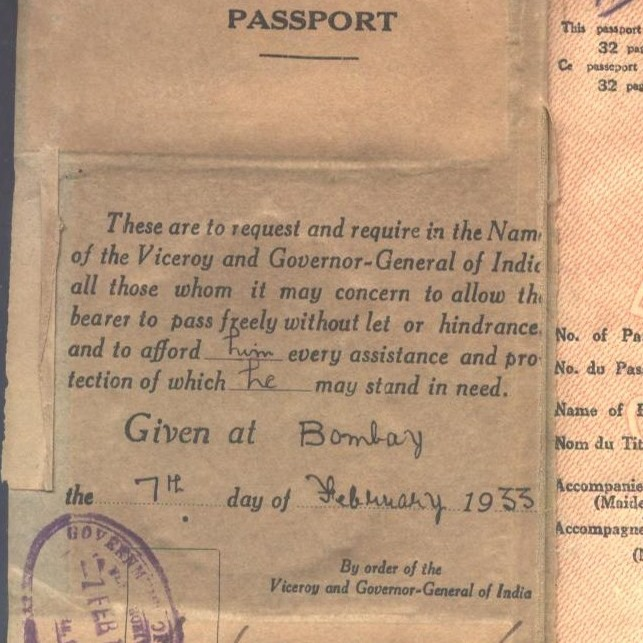
英属印度护照首页上印有印度总督的官方说明。

护照的封面为海军蓝色，封面上印有大英帝国的徽章（即英国皇家纹章）。会徽上方印有“英属印度护照”字样，下方印有“印度帝国”字样。护照的正文是用英文和法文印刷的。其他细节是手写的。

### 内容细节
护照包括以下描述持有人的详细信息：
- 护照号
- 持票人姓名
- 签发地点
- 签发日期
- 有【妻子、孩子】陪伴
- 国民地位 - 英国臣民[出生或归化]
- 职业
- 出生地与出生日期
- 住所
- 身高
- 眼睛的颜色
- 头发的颜色
- 区别特征
- 有效期和截止日期

护照还包括持证人和随行配偶的照片。护照簿的后半部分用于签证和出入境口岸印章。

### 护照注

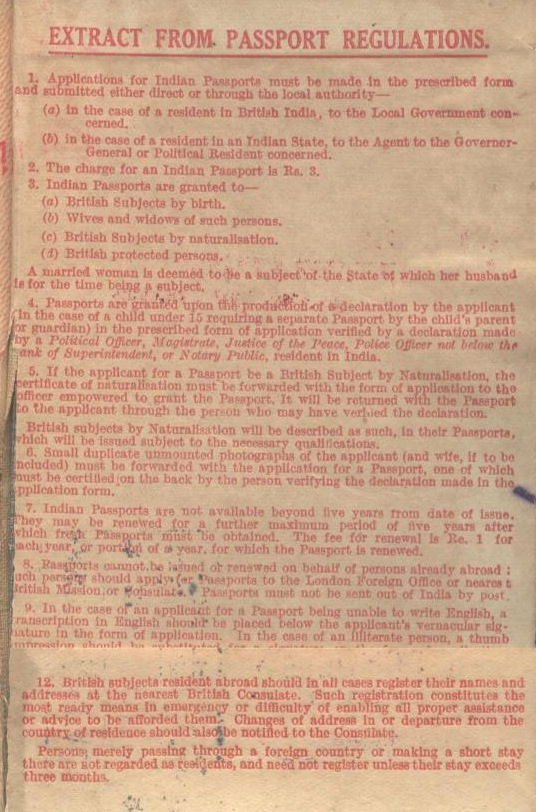
护照的最后一页描述规章制度

护照包含总督写给所有其他州当局的便条，确认持有人为该州公民，并要求允许他或她通过并根据国际规范接受待遇。印度护照内的注释指出：
这是以印度总督的名义请求所有有关人士允许持票人不受阻碍地自由通过，并向他或她提供他或她可能获得的一切帮助和保护。
奉印度总督之命。
附注页由签发护照的官员在签发地的省政府盖章并签字。